# Piano paesaggistico regionale
Il piano paesaggistico regionale (chiamato anche piano paesaggistico o piano paesistico), nel campo dell'urbanistica in Italia, è uno strumento urbanistico previsto dalla legislazione redatto dalla Regione congiuntamente al Ministero della Cultura.
Con tale atto si persegue la finalità di tutela, sia in qualità di conservazione e preservazione che di uso e valorizzazione, di specifiche categorie di beni territoriali quali territori montani, lacustri, vulcani, fiumi, territori costieri, parchi e riserve, boschi e simili.

## Storia
La prima norma in tema - che prevedeva una tutela alquanto generale - fu emanata con la legge 29 giugno 1939, n. 1497 e dal regolamento di attuazione di cui al Regio decreto 3 giugno 1940, n. 1357. 
A partire dal secondo dopoguerra non ci furono sostanziali innovazioni se non quelle introdotte dalla legge 8 agosto 1985, n. 431; la materia venne infine raccolta nel testo unico di cui al d.lgs. 29 ottobre 1999, n. 490 prima e dal d.lgs. 22 gennaio 2004, n. 42 poi, quest'ultima norma poi modificata nel corso degli anni.

## Analisi e caratteristiche
Il codice dei beni culturali e del paesaggio del 2004 ha dettato per la prima volta una disciplina compiuta dei profili essenziali–funzionali, procedurali, metodologici e contenutistici – dei piani paesaggistici, segnando in tal modo una significativa novità nell'evoluzione dei modelli di piano. 
La prima mutazione sostanzialmente consiste in 3 differenze:
1. Il piano della legge del 1939 aveva essenzialmente una funzione di tutela di singole, circoscritte, località caratterizzate da significative bellezze naturali;
2. I piani – paesistico e territoriale-paesistico – della Legge Galasso avevano invece un ambito territoriale di riferimento molto più vasto, che (a seconda delle leggi regionali) poteva anche coincidere con l'intero territorio regionale e, dunque, dovevano tener conto delle interazioni tra il territorio e il paesaggio;
3. I piani della Legge Galasso avevano già le due essenziali funzioni: di localizzare, nell'ambito del territorio regionale, i vincoli paesistici, in particolare gli allora appena introdotti vincoli ex lege (ad esempio, i boschi e le foreste), e di dare a tutte le aree vincolate una complessiva e graduata disciplina di tutela, armonizzando e dando contenuto precettivo ai vincoli dei diversi tipi, sia di fronte provvedimentale sia di fronte legislativa.

Il secondo passaggio consiste essenzialmente in quello che disponeva l'art. 149 del D.Lgs. n. 490/1999, il quale si limitava a stabilire che i piani paesistici o territoriali-paesistici regionali dovevano sottoporre a specifica normativa d'uso e di valorizzazione i beni appartenenti alle categorie di situazioni vincolate ex lege (ad esempio i ghiacciai) e – davvero illogicamente, come se fossero aree meno importanti – che potevano riguardare anche i complessi di cose immobili e le bellezze naturali vincolati con provvedimento singolo, in base alla legge n. 1497/39. In sintesi, il piano aveva funzioni di ricognizione e di localizzazione dei beni appartenenti alle categorie di situazioni vincolate ex lege ed, eventualmente, dei vincoli “del primo tipo” e di dettare la disciplina per le aree considerate.
Il passaggio dal T.U. al Codice Urbani è stato segnato da 5 principali innovazioni:
1. L'estensione obbligatorio dei piani all'intero territorio regionale, almeno quale dimensione di riferimento;
2. La delineazione non solo delle loro funzioni (di tutela, ma anche di recupero e valorizzazione), ma anche della loro struttura giuridica (con vincolanti prescrizioni sulla metodologia di elaborazione e sull'articolazione dei loro contenuti precettivi);
3. Il mutamento – a monte – del rapporto tra vincoli paesistici e piani (perché i provvedimenti di vincolo post 2004 debbono essere “vestiti”, dunque contenere uno specifico contenuto precettivo, che deve esser recepito nel piano);
4. La differenziazione – a valle – del rapporto tra approvazione del piano paesaggistico (e successivo adeguamento, alle sue prescrizioni, dei piani urbanistici comunali) e autorizzazione paesaggistica. Ciò in quanto, a certe condizioni, può essere prevista l'esenzione dall'obbligo di munirsi di previa autorizzazione paesistica;
5. L'assegnazione del piano – oltre alla naturale funzione di atto di programmazione – anche della funzione di atto programmatico, in quanto esso, soprattutto a fini della valorizzazione del paesaggio, può individuare anche progetti prioritari, da realizzarsi una volta approvato il piano stesso.

La più recente riconfigurazione è stata determinata dal secondo decreto, correttivo, del Codice, il D.Lgs. 63/2008, il quale:
1. Ha ampliato le disposizioni concernenti gli obiettivi del piano (art. 135), in relazione a ciascuna delle sue finalità (conservazione, riqualificazione, sostenibilità paesistica delle scelte urbanistiche);
2. Ha disposto che, per la parte che riguarda i beni paesaggistici, la sua elaborazione debba avvenire congiuntamente tra Ministero e Regioni, prevedendo invece che per la redazione della parte del piano che concerne “il resto del paesaggio” identitario possano essere stipulate apposite intese;
3. Ha puntualizzato ulteriormente le varie fasi dell'elaborazione del piano (a iniziare dalla ricognizione dello stato del paesaggio);
4. Ha confermato la possibile degradazione del parere del soprintendente, in tema di rilascio delle autorizzazioni, da vincolante a obbligatorio, quando se ne siano verificate le condizioni;
5. Ha confermato la possibilità che il piano esoneri dall'obbligo di previa autorizzazione paesaggistica gli interventi da realizzarsi in talune aree vincolate ex art. 142, nonché quelli da realizzarsi in aree, assoggettate a vincoli di tutti e tre i tipi, ma compromesse e degradate, purché gli interventi stessi siano volti al recupero del paesaggio;
6. Ha stabilito che il piano individui linee guida prioritarie per progetti di conservazione, recupero, riqualificazione, valorizzazione e gestione (è la più volte accennata funzione programmatica del piano, che si aggiunge a quella programmatica);
7. Ha disposto che a far data dall'adozione del piano scattino le “misure di salvaguardia”: non siano, cioè, autorizzabili gli interventi che contrastano con le prescrizioni del piano adottato, anche se esso non è stato ancora definitivamente approvato.

## Descrizione generale
Esso è un forte strumento di controllo (in quanto di settore precede il PTC) definito descrittivo, prescrittivo e propositivo nei riguardi della tutela del paesaggio; è disciplinato dagli artt. 135 e 143-145 del decreto legislativo 22 gennaio 2004, n. 42, "Codice dei beni culturali e del paesaggio, ai sensi dell'articolo 10 della legge 6 luglio 2002, n. 137" e successive modifiche e integrazioni.
I piani paesaggistici, con riferimento al territorio considerato, ne riconoscono gli aspetti e i caratteri peculiari, nonché le caratteristiche paesaggistiche, e ne delimitano i relativi ambiti. Per ogni ambito i piani paesaggistici definiscono apposite prescrizioni e previsioni indirizzate verso la conservazione e ripristino dei valori paesaggistici, la riqualificazione delle aree compromesse o degradate, la salvaguardia delle caratteristiche paesaggistiche e l'individuazione di linee di sviluppo urbanistico ed edilizio, compatibilmente con i diversi valori paesaggistici riconosciuti e tutelati.
In riferimento all'ordine gerarchico degli strumenti urbanistici, il piano paesaggistico prevale su piani e programmi nazionali e regionali e sugli altri atti di pianificazione ad incidenza territoriale.